# Theudebert (Bayern)
Herzog Theudebert von Baiern (auch Theodebert/Theotpert bzw. Theodo III; * um 685; † nach 716) aus dem Geschlecht der Agilolfinger war in den Jahren von 711 bis nach 716 gemeinsam mit seinem Vater Theodo II. und seinen Brüdern Grimoald II., Tassilo II. und Theudebald Mitregent in Baiern und als solcher Herzog des Teil-Stammesherzogtum Baiern-Salzburg.
Theudebert war der Sohn Herzog Theodos II. und dessen Gemahlin Folchaid. Er war mit Regintrud verheiratet. Zwar übertrug Theodo im Jahr 711 seinem Sohn krankheitsbedingt die Regierungsgewalt, nach seiner Genesung nahm er die Regierungsgewalt aber wieder auf. Zu dieser Wiederaufnahme der Regierung dürfte ihn auch ein awarischer Überfall auf Lorch bewogen haben. Daraufhin teilte der Herzog Baiern auf zwischen sich und seinen Söhnen Theudebert (Sitz Salzburg), Grimoald (Sitz Freising) und Theudebald (Sitz Regensburg) und Tassilo II. (Sitz Passau (?)). Theudeberts bairischer Regierungssitz war nach der Landesteilung im Jahr 712 in Salzburg. Bald nach dem Tod des Vaters um 717/18 bemächtigte sich Grimoald von seinem Regierungssitz Freising aus der Hauptstadt Regensburg und vertrieb den dortigen Regenten Theudebald. Letztlich stritten Grimoald und Theuderts Sohn Hugbert bis zum Eingreifen Karl Martells 725 um die Herrschaft Baierns. Nach dem Tod von Theudebald heiratete Grimoald II. die Witwe Theudebalds, die Agilolfingerin Pilitrud.
Theudebert half dem Langobarden-König Ansprand im Jahr 711/12 bei der Rückeroberung seines Herrschaftsgebietes. Das bairische Stammesherzogtum entwickelte damals eine Vormachtstellung im Südosten des Reiches, war aber durch die internen Kämpfe der Agilolfinger geschwächt.

## Nachkommen
- Herzog Hugbert von Baiern;
- Guntrud, Frau des Langobardenkönigs Liutprand.